# 伊予松山藩

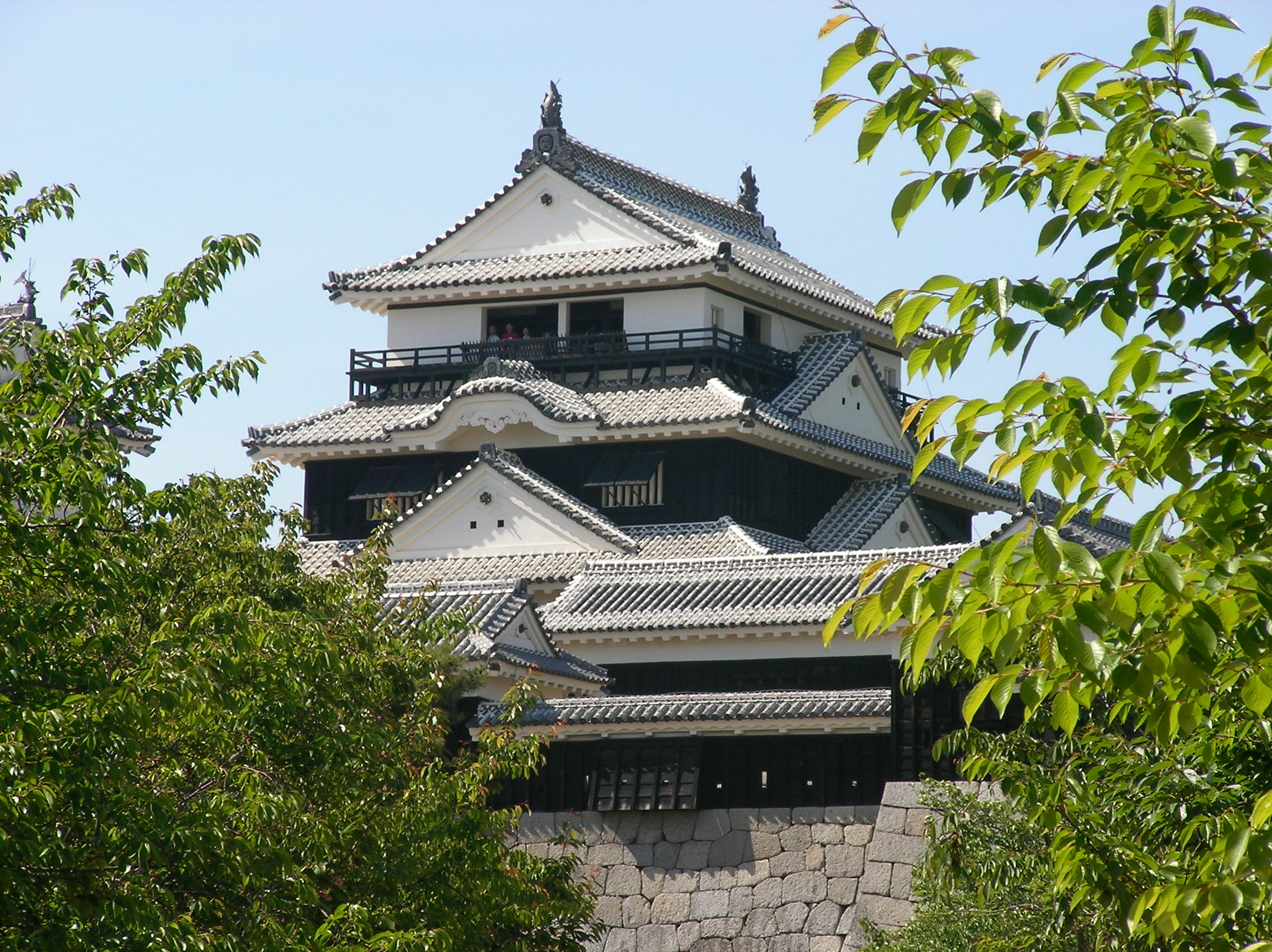
松山城大天守（国の史跡・重要文化財）

伊予松山藩（いよまつやまはん）は、江戸時代、伊予国温泉郡（現在の愛媛県松山市）を中心に久米郡・野間郡・伊予郡などを知行した藩。藩庁は松山城。

## 歴史
慶長5年（1600年）の関ヶ原の戦いにて東軍徳川家に味方した加藤嘉明（外様）が20万石で立藩。寛永4年（1627年）陸奥国会津藩42万石に加転封される。
同年（寛永4年）代わって、出羽国上山藩より蒲生忠知（外様）が24万石で入封。寛永11年（1634年）嗣子無く死去のため蒲生氏は断絶した。
寛永12年（1635年）、伊勢国桑名藩より松平定行（親藩）が15万石で入封し明治維新まで続く。
江戸初期には経済的には豊かであったが、寛文・延宝年間（1661年 - 1680年）に干ばつ・洪水などの飢饉に見舞われ、それ以後は財政難が続いた。寛永16年（1639年）に松山城の天守が初代定行により5重から3重に改築された。慶安4年（1651年）、定行の弟である
刈谷藩主の松平定政が狂乱改易になり、預かりを命じられた。
二代定頼は寛文2年（1662年）正月、56歳で江戸藩邸にて騎馬の稽古をしたところ、落馬して危篤に陥り死去した。三代定長は流鏑馬が得意で、四代将軍家綱の御前で披露した。
元禄16年（1703年）には、幕府から江戸松山藩邸（三田中屋敷）での赤穂義士のうち10名の預かりを命じられた。四代定直は義士を罪人として扱い、大目付である仙石久尚の指示により厳しい対応をした。2月4日に大石良金はじめ全員が切腹した。特に大石に対しては、波賀朝栄が乱暴で無礼な介錯をしている。11月18日、同屋敷が火事になり、また年末に松山で暴風雨が起き城下で1,200軒の家が潰れた。「吉良義央の祟り」などの流言蜚語が家中に飛んだ。定直は神学者の大山為起を招き、宝永7年（1710年）には『日本書紀』の注釈書『日本書紀味酒講記』を完成させた。
五代定英の享保17年（1732年）に起きた享保の大飢饉では、領民の餓死者は3,500人にのぼる甚大な打撃を受けた。これは全国の三割に相当する。この餓死者の中に藩士は1人も含まれていなかった。定英は領民を蔑ろにしたとして、幕府より「裁許不行届」と咎められ差控え（謹慎）の処分を下された。定英は放免後に藩邸（愛宕下上屋敷）にて倒れ頓死した。
江戸時代の一揆は全国で約3,200件。伊予は164件で六十余州において第二位（松山藩は34件）。六代定喬の治世で、寛保元年（1741年）に久万山一揆が起きた。久万山全ての村で「走り百姓」（農民が高年貢の田畑を放棄し他領に逃亡すること）が起き、大洲藩領に逃散するという大騒動に発展する。この一揆は講談の題材にもなった。
七代定功の治世は2年に過ぎなかったが、吉田良香（通称が久太夫、号は蔵澤）を抜擢し代官とした。能吏である久太夫に関する逸話は『垂憲録拾遺』等に採り上げられており、彼の墓は松山市指定記念物（史跡）になった。
明和2年（1765年）、松山新田藩主だった定静が本家を継いで八代松山藩主となる。この際に新田1万石は松山藩に返還されることなく幕府に返上され、松山新田藩は消滅する。桑村郡のうち新田の五、三七一石余と越智郡のうちで四、六二八石余、合計一万石が同年7月22日、松山藩から幕府代官・竹垣庄蔵に渡された。（他藩の例では広島新田藩や米沢新田藩の場合、廃藩の際に本藩が新田分の石高がそのまま加算されている。）
松山城は三度も火災に遭っている。天明4年（1784年）には落雷により、天守が焼失してしまう。九代定国は再建の許可を幕府から得られたがこのような財政難の中、工事を棚上げにした。天守の再建工事が開始したのは11代定通の1820年（文政3年）である。
定通は文政11年（1828年）に明教館を設立、朱子学中心の講義が行なわれた。一等（新入生および、入学が許されない徒士・三下らへの公開講義）では朱子学の入門書である『近思録』と『小学』、六等（上級生で卒業を目指す者）で四書五経が学ばれた。武芸は剣術のほか弓馬、槍術、柔道が必須とされた。国学と算術は、「武士が商人や学者になってはいけない」との理由、古学（聖学）は久松松平より格上である家門・親藩の保科正之がかつて嫌ったことで藩校から排斥された。
12代藩主勝喜は、松山城天守を安政元年（1854年）にようやく再建した。また、13代藩主勝成は、安政6年（1859年）に勝海舟の設計により、外国船舶に対処するため武蔵国神奈川（現在の横浜市神奈川区）に砲台の築造や警備などを行った。
幕末は親藩のため幕府方につき、特に長州征討では先鋒を任され出兵。財政難の極致に陥った。この際に占領した周防大島において住民への略奪・暴行・虐殺を行ったことが後に長州藩閥から冷遇される要因となる。14代定昭は藩主になるや老中に就任。大政奉還後、辞職している。慶応4年（1868年）の鳥羽・伏見の戦いでは定昭と藩兵は梅田方面の警備に当たっていたが、徳川慶喜が江戸に引き上げたと知り帰国する。この戦いにより朝敵として追討され、城内では先代藩主勝成の恭順論と定昭の抗戦論が対立するが、1月27日に戦わずに城を明け渡して土佐藩の占領下に置かれた。なお、円滑な開城が実現した背景には、碩学である三上是庵による恭順・抗戦両派への説得や長州藩の動きを警戒する土佐・松山両藩の思惑があったとされている。
同年5月12日、松山藩は財政難の中15万両を朝廷に献上し、藩主定昭は蟄居して先代藩主である勝成を再勤させる事や家老などの重臣の蟄居・更迭などを条件に赦され、5月22日に松山城が返還された。また、その後、明治政府より「松平」の姓から旧姓である「久松」に復するよう命が下った。明治4年（1871年）廃藩置県により松山県となる。のち石鉄県を経て愛媛県に編入された。

三田綱坂にあった中屋敷（写真右手奥。手前は島原藩中屋敷）。屋敷の庭で大石主税や堀部安兵衛ら赤穂浪士10名が切腹した。維新後、松方正義の邸宅となり、その後松方巌の十五銀行に譲渡され、のちイタリア大使館となった。1863年撮影

藩主家は明治17年（1887年）伯爵となり華族に列した。藩邸は現在イタリア大使館として使用されている。

## 俳句
四代定直は俳諧を嗜んだ。幕府での諸侯寸評も「文武諸芸を学び、才智も指導者としての器量もある」と褒められている。その後、九代定国は江戸湯島の俳諧師・司馬可因に学んだ。安永年間（1772年 - 1781年）なると一般にも普及し、領内での俳諧が盛んになった。さらに明治時代になると、藩士の子弟から正岡子規や高浜虚子を輩出し、現代俳句へと発展した。
子規が松山に帰郷した際、昔を懐かしみ詠んだ次の句の碑が、JR松山駅前に建っている。
春や昔　十五万石の　城下かな

## 歴代藩主

### 加藤家
外様 20万石 （1600年 - 1627年）
1. 嘉明

### 蒲生家
外様 24万石 （1627年 - 1634年）
1. 忠知

### 松平（久松）家
親藩・御家門 15万石 （1635年 - 1871年）
1. 定行
2. 定頼
3. 定長
4. 定直
5. 定英
6. 定喬
7. 定功
8. 定静
9. 定国
10. 定則
11. 定通
12. 勝善
13. 勝成
14. 定昭
15. 勝成
16. 定昭

## 支藩
- 松山新田藩

## 重臣
- 奥平藤左衛門家
初代藩主松平定行の生母二之丸殿（奥平貞友の娘）の弟奥平貞由に始まる家。
奥平貞由－貞守－貞虎＝貞継－貞幹－貞教＝昌蔭＝貞臣（鶯居）－貞操
- 長沼吉兵衛家
長沼朝之－之春－朝喬＝朝張－朝克＝光輔－伯政＝之敬－宗倫－宗文
- 竹内久六家
竹内信重－信一－信重－信行－信易－信猶＝信命＝敦信－信金－信均－信倫
- 水野甚左衛門家
藩祖松平定勝の伯父水野信元の子茂尾に始まる家。
水野茂尾－一元＝一玄＝忠恒－忠統＝忠徳－忠誠－忠恕＝忠格－忠広
- 菅五郎左衛門家
菅正勝－正由＝良玄＝良当－良礼－良秋－良彦－良史－良弼＝良恭
- 服部図書家
藩祖松平定勝の外孫服部正辰の次男保元に始まる家。正衆の代に実父奥平貞国に連座して家名断絶するも、後に由緒ある家柄により家名再興を許された。
服部保元＝正盛＝正輝＝正衆＝正弼－正名－鼎
- 津川右近家
尾張守護斯波義銀の次男津川近利は、藩祖松平定勝の客分となり、その次男近義（近良＝ちかなが）は藩士となる。
津川近利－近義（近良）－義堅－義富－義全＝義彊＝義彰－義員
- 遠山三郎左衛門
遠山景運－景朝－景標－景軌－景庸＝景平＝景誠＝景暁＝景寛－景房＝景忠＝盛之介
- 奥平三郎兵衛家
初代藩主松平定行の生母二之丸殿（奥平貞友の娘）の叔父貞政に始まる家。貞国の代に松山騒動により家名断絶するも、後に由緒ある家柄により家名再興を許された。8代藩主定功は一時期この家の養子となっている。
奥平貞政－貞朝－貞隣－貞胤＝貞国－貞敦＝貞概（松平定功）＝貞喜＝貞寛
- 久松清左衛門家
藩祖松平定勝の叔父久松定重の嫡男定盛に始まる家。
久松定盛－勝直－勝成－貞成－貞誠－貞祥＝貞継－貞居－貞吉－貞明

## 幕末の領地
- 伊予国
  - 野間郡 - 29村
  - 和気郡 - 25村
  - 温泉郡 - 36村
  - 久米郡 - 32村
  - 周布郡のうち - 26村
  - 桑村郡のうち - 25村
  - 越智郡のうち - 17村
  - 風早郡のうち - 77村
  - 浮穴郡のうち - 47村
  - 伊予郡のうち - 22村

明治維新後に、宇摩郡23村、新居郡6村、桑村郡4村、越智郡8村、風早郡3村（いずれも高知藩預りの幕府領）が加わった。